# Dionysius-Kirche (Möbisburg)

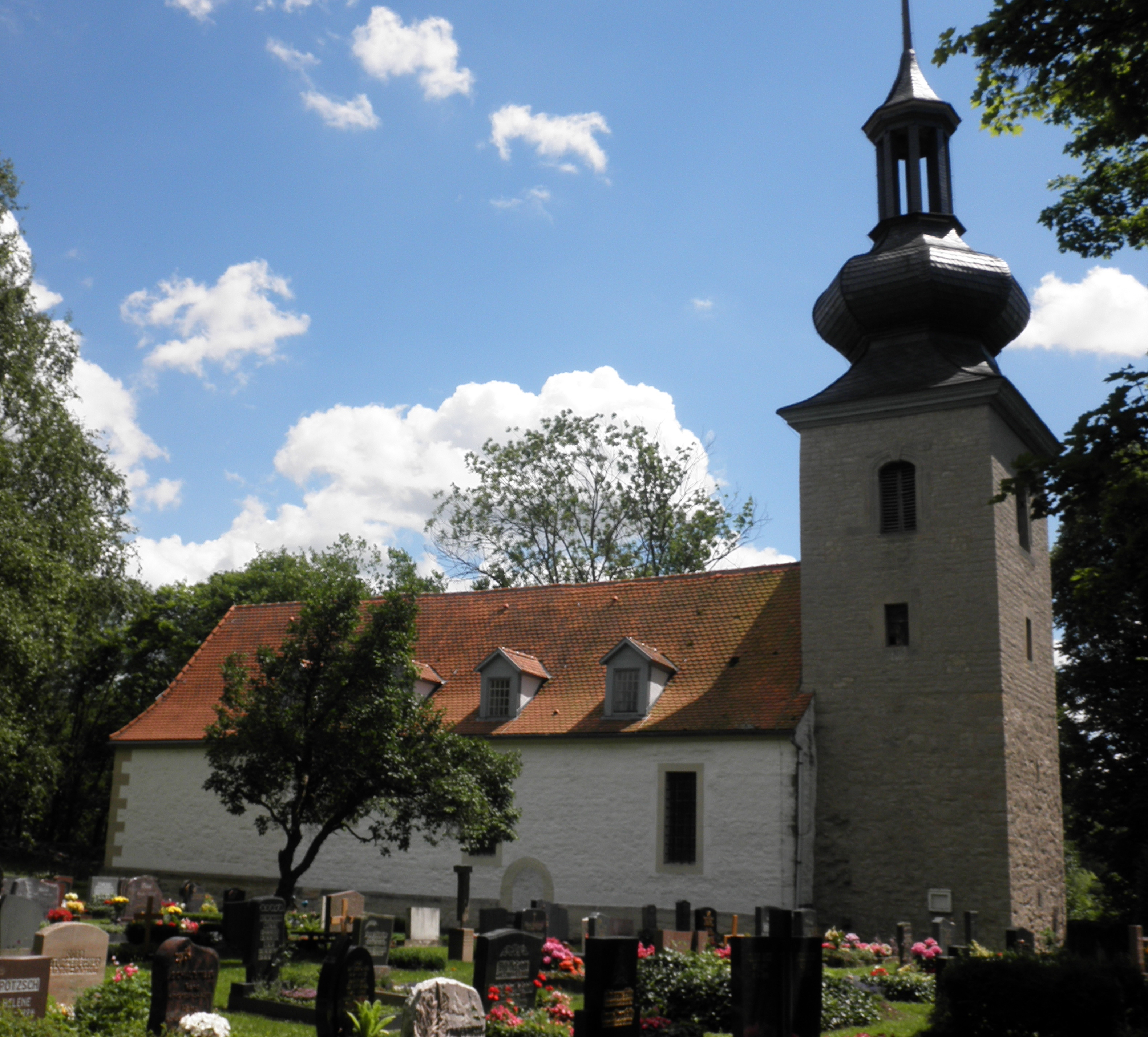
Dionysius-Kirche

Innenraum-Panorama

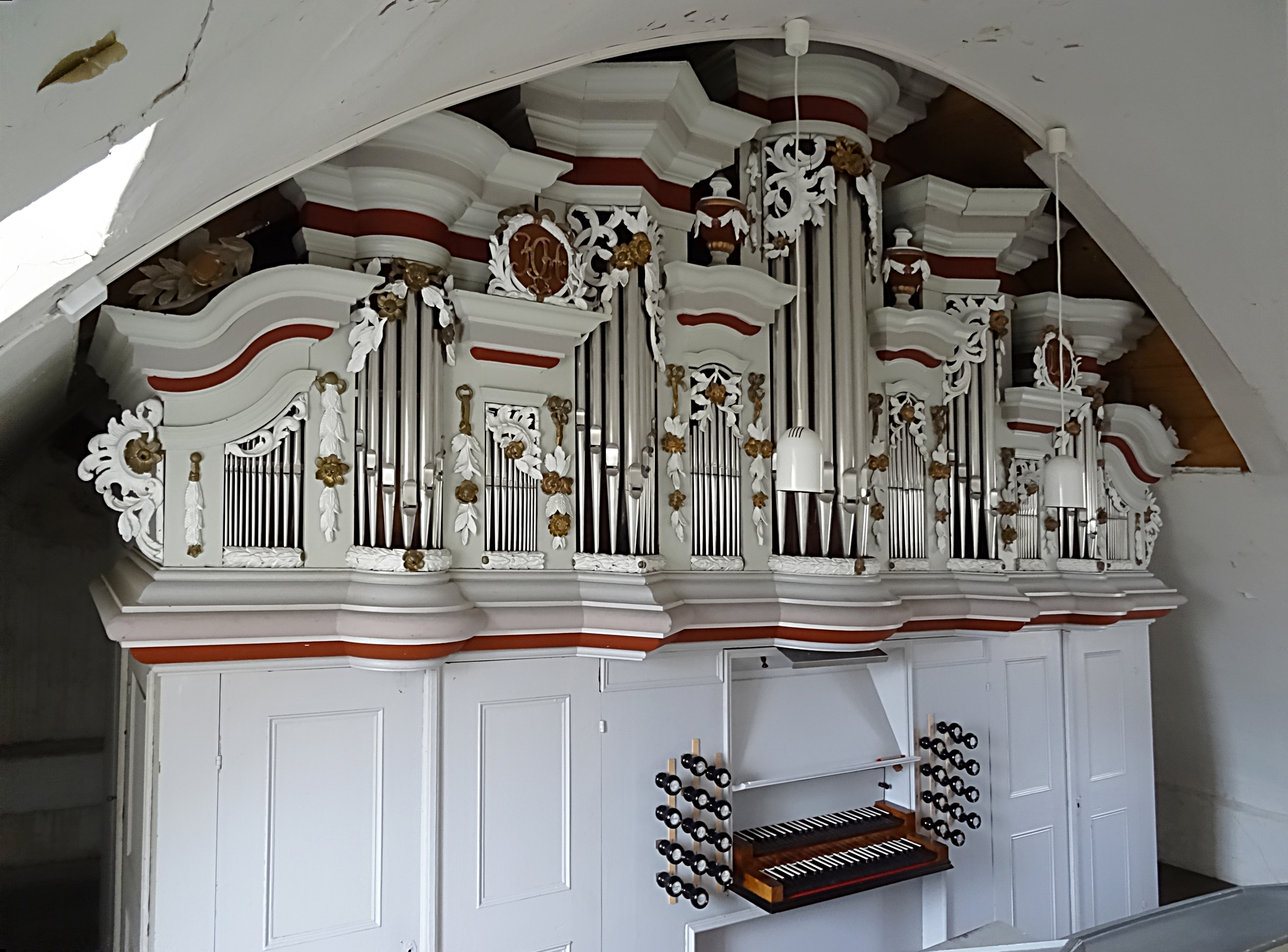
Die Hesse-Orgel

Die evangelisch-lutherische Dionysius-Kirche steht auf dem östlichen Teil einer über dem Ostufer der Gera aufsteigenden, befestigten Hochebene von Möbisburg, ein Teil von Möbisburg-Rhoda, einem Ortsteil der Stadt Erfurt, der Landeshauptstadt von Thüringen.
Die Kirchengemeinde Erfurt-Möbisburg gehört zum Kirchengemeindeverband Erfurt-Bischleben im Kirchenkreis Erfurt der Evangelischen Kirche in Mitteldeutschland.

## Beschreibung
Das Langhaus der Saalkirche wurde 1318 an einen älteren Kirchturm im Westen angebaut. Der langgestreckte Chor im Osten hat einen dreiseitigen Abschluss mit Ecksteinen. Auf seinem Sockel steht die Jahreszahl 1723. Nur im Chorscheitel ist ein Maßwerkfenster vorhanden, die beiden anderen Fenster im Chorbereich sind spitzbogig. Die Fenster und die gesamte Südwand des Langhauses sind von neuzeitlichen Umbauten geprägt. Erhalten geblieben ist ein kleines Fenster im Süden, das mit 1584 bezeichnet ist. An der Nordseite wurde nachträglich ein spitzbogiges Portal eingefügt, das heute zugemauert ist. Das Erdgeschoss des tonnengewölbten Turms ist durch ein spitzbogigen Chorbogen nach Westen geöffnet. Der Turm hat große korbbogige Klangarkaden und wurde 1800 mit einer bauchigen Haube versehen, die mit einer offenen Laterne bekrönt ist.
Die Brüstungen der dreiseitigen, zweigeschossigen Emporen haben Gemälde mit Szenen aus dem Neuen Testament. Das durchlaufende hölzerne Tonnengewölbe wurde im 18. Jahrhundert eingebaut. Im Polygon des Chors befindet sich ein Sakramentshaus, eine Piscina und ein Relief mit dem heiligen Dionysius mit Inschrift, alle aus der Erbauungszeit des Chores. Ein geschnitztes Kruzifix ist aus dem frühen 16. Jahrhundert. Der Opferstock ist gotisch. Der Kanzelaltar vom Anfang des 18. Jahrhunderts hat geschnitzte Verzierungen und vollplastische Schnitzfiguren von Jesus Christus und den Evangelisten am Korb. Der Taufstock mit Deckel ist barock. Auf dem Deckel befindet sich ein Putto. Im mit Schnitzwerk verzierten Prospekt steht die Orgel. Sie hat 19 Register, verteilt auf 2 Manuale und Pedal, und wurde 1780 von Johann Michael Hesse gebaut, 1993 von Martin Haspelmath und 1996 vom Orgelbau Schönefeld restauriert.
Die Restaurierung des Innenraums erfolgte 1963.